# おやすみプンプン
『おやすみプンプン』は、浅野いにおによる漫画。2007年から『週刊ヤングサンデー』に、同誌の休刊により、その後2008年から2013年まで『ビッグコミックスピリッツ』に連載された。単行本は全13巻。累計発行部数300万部。第13回文化庁メディア芸術祭マンガ部門の審査員委員会推薦作品に選出。

## 概要
どこにでもあるような街の、どこにでもいそうな少年「プンプン」の波乱に満ちた半生を描いた作品。
この作品の大きな特徴として主人公である「プンプン」やその家族、親戚のみ“落書きのようなヒヨコ”の姿で描かれておりその名前に加え、周りの人物や情景などの高い描写力からは浮いた存在となっている。加えて作品内でコラージュ的な表現を用いたり、一部の人物に話の進行とは無関係な奇行を描いたりと、実験的なシュルレアリスム表現がみられる。
作家の伊坂幸太郎が、単行本の帯に「前衛でありつつ王道を走り抜ける」と寄稿している。
2018年12月 - 2019年1月、画業20年周年記念の『浅野いにおの世界展』では等身大プンプンが設置された。

## あらすじ

### 小学生編
小学5年生のプンプンは、転校生の田中愛子に一目惚れする。その日の帰り道、プンプンと愛子は宿題で出された将来の夢について話す。アイドルかモデルになると語る愛子に圧倒されたプンプンは、プンプンパパがくれた天体望遠鏡で空を眺めながら将来は宇宙の研究者になろうと誓う。翌朝、リビングではプンプンママが倒れており傍でプンプンパパは自分が暴行を加えたのにも拘らず、「強盗が入った」と必死に言い聞かせた。その後は叔父の雄一がプンプンママに代わってプンプンの世話をするようになる。翌日に登校したプンプンはクラスメイトの前で将来の夢の作文を発表しようとしたが、クラスメイトから馬鹿にされるのではないかという不安が募って不意に教室を飛び出してしまう。体育倉庫に隠れていたプンプンは愛子に見つかって「夢くらい何見たっていい」と諭され、それと同時に愛子へ自分の想いを告げた。愛子は笑顔を浮かべながらプンプンにキスをする。その後の授業中にプンプンは、愛子は自分の運命の人なのではないかと感じた。
数日後。プンプンは友達と共に、拾ったアダルトビデオに上書きされた謎の男によるビデオメッセージを見る。ビデオの男は家族を殺したと告白し、とある廃工場へ遺体と現金を隠してあると残していた。
約1か月後、プンプンの家に「コスモさん健康センター」の親子が来訪する。雄一と母親が玄関で口論の最中にプンプンが顔を出すと、連れられた子供は愛子だった。秘密を知られた愛子は思わず駆け出し、プンプンは後を追った。その後どこか遠くへ行きたいとぼやいた愛子とプンプンは、1学期の終業式の後で愛子の伯父の家がある鹿児島へ2人で行くことを約束した。
雄一に鹿児島へ行くにはいくらかかるのかと尋ね、小学生には途方もない金額を答えられ絶望する。そしてプンプンと友達は、以前見たビデオの男が遺体と現金を隠した工場を目指して探検に出かける。途中で愛子も加入し、6人で工場内を探索するが遺体も現金も見つからず落胆。6人は手を繋いで帰り、途中で満天の星を臨んだ。
愛子との約束の当日、プンプンが自転車で愛子との待ち合わせ場所へ向かおうとした直前に、入院中のプンプンママが非常階段から転落したと知らされる。病院へ向かうタクシーの中から、プンプンは待ち合わせ場所で落涙する愛子を目撃。プンプンと愛子はそれっきり疎遠になってしまう。

### 中学生編
2年後、中学1年生となったプンプンはバドミントン部に入部した。愛子とは一切口を利いておらず、愛子はバドミントン部の先輩の矢口と交際していたがそれでもプンプンは愛子を想っていた。ある日に部活動を無断でサボったプンプンは、本屋の前で矢口と遭遇する。一方的に矢口を恨んでいたプンプンだが、気さくな矢口とは打ち解ける。愛子が好きであると同時に、矢口にも幸せになってほしいと考えてしまう。その翌日、プンプンは矢口の前で愛子が泣いているのを目撃する。放課後にプンプンは再び矢口と下校中、ひょんなことから次のバドミントン県北大会で矢口が優勝すれば愛子は矢口のもの、優勝できなければプンプンが愛子に告白するという賭けをする運びになる。
大会決勝戦の最中、プンプンは観戦に来た愛子と手を繋いで愛子の独白を聞く。矢口は決勝戦にて左足の怪我が原因で倒れてしまう。その後プンプンは愛子に、終業式後の約束を破ったことを謝罪する。愛子は怒る素振りを見せず、ならば今から鹿児島に行こうと手を差し伸べる。プンプンはこれを拒み、愛子とは別れた。この1件以来プンプンは塞ぎ込むようになり、中学卒業までの間はクラスメイトや部活仲間とほとんど関わらなくなる。

### 高校生編
2年後、進学校へ入学したプンプンは中間試験を終えた後の打ち上げで、他生徒のテンションについていけず同じ境遇にいた蟹江梓と2人で抜け出し、週末一緒に出かける約束をする。当日2人は梓の姉が参加するという展覧会へ赴く。プンプンは「天の川」という絵に見入り、小学生時代に愛子や友人たちと見た星空を思い出し涙ぐむ。プンプンは絵の作者に促され、絵の隅に置かれていた感想ノートに自身の体験を含めた荒唐無稽な物語を書き残す。その帰り道、雨宿りの最中にてプンプンは梓と口論になる。自分の本性を見透かされたために激昂し、梓に襲いかかるも未遂に終わる。完膚なきまでに打ちのめされたプンプンは、翌日から梓に強姦魔と噂されいじめが始まるのではないかと危惧する。しかしながらそのようなことはなく、以前と同じようにただ日々が過ぎていった。梅雨の明けた頃、梓とプンプンはばったりと出会う。当たり障りの無い話をしていくうち彼女は「もうすぐ梅雨が終わるね」と言い、雨の日の喧嘩の直前に交わした「梅雨が明けたらまた遊ぼう」という約束を再度切り出すかに思えたが、次の授業を急ぐ彼女の友人たちが呼んだため未遂に終わった。そして以前のことを水に流してくれた彼女の優しさによって、彼はかつて抱いた「世の中はもっとたくさんの優しい人がいて懸命に生きている」という感覚が正しかったことを悟る。そんな世間の優しさと自分の至らなさを思い知った彼は、屋上の青空の下で「もう二度と誰かを好きになるのはやめよう」と誓い、涙を零しながら眠りについた。
2年後、プンプンママが癌で死亡する。プンプンは、その後訪れたプンプンパパに福島で共に暮らさないかと持ちかけられるがこれを断り、高校卒業後も東京にて1人暮らしすることを選ぶ。

### フリーター編
2年後、プンプンはプンプンママと2人で暮らしていたマンションで、プンプンママの遺産を切り崩しながら生活していた。
ある日プンプンは、電車内から駅のホームに立つ愛子を目撃した。すぐさまその駅へ戻って愛子を探したが見つからず、彼は駅の付近に安価な部屋を借り、2年経過しても愛子が見つからず状況が変化していなければ自殺しようと誓った。
数日後プンプンは不動産屋の宍戸にスナックへ連れて行かれ、そこで3年前に見た天の川の絵を描いた女性・南条幸と再会する。幸はプンプンが感想ノートに書いた物語を面白いと感じ、原作として続きを書かないかと持ちかける。プンプンはあけっぴろげな性格の南条と友人関係を築き、立ち入った会話もするようになる。その後、2人で完成させた漫画を編集者に持ち込んだが酷評される。その後2人の関係は微妙になり、宍戸が万引き犯に間違われて大怪我を負う事件も重なり、2人は疎遠になってしまう。

### 愛子編
宍戸の怪我から数日後、プンプンは自動車教習所で愛子と再会する。以前より明るくなった愛子に困惑しながらも、プンプンも明るく装う。プンプンは自身の経歴を偽り、フットサルサークルに所属する大学生だと愛子に語るが、3度目のデートにおいてそれが嘘であると告白し愛子もまた偽の性格を取り払い、本性を露呈する。愛子は再会時にモデルをやっているとプンプンに語ったが、実際は母親の義理の兄の元で、腰を痛めた母親に縛りつけられる形で働かされ、さらに母親からは日常的な暴力を受けていた。
プンプンの提案により2人で遠くの街で同棲することを約束し、それを愛子の母親に説明するため2人は愛子の実家へ向かう。事情を説明して愛子の母親から承諾を得ようとするが、ヒステリーを起こした愛子の母親は包丁で襲いかかり、愛子の腹部を刺して暴力を振るう。再び刺そうとした直前でプンプンが愛子の母親に跨り、殴打した挙句首を絞めて殺害した。その後、プンプンは愛子の母親を山中に埋め、愛子とともに小学生時代に2人で行こうと約束した鹿児島を目指して逃亡する。
その裏で南条は消息を絶ったプンプンの身を案じ、雄一や、プンプンパパの元へと手がかりを探して回っていた。

## 登場人物

### プンプンとその親類
プン山プンプン→小野寺プンプン
本作の主人公。普通の人間だが、作中では自身とその両親と叔父は落書きのようなヒヨコの姿で表現されている。物語の後半ではプンプンの精神状態によって四角錐に顔が描かれた姿やひょっとこ、人間の身体に顔が悪魔のような真っ黒で角の生えた姿など、容姿の描写が変化する。クラスの女子からジョニーズ系と指摘されアイドルオーディションへの応募を勧められたり、南条からはタイプだと言われたり容姿は悪くない模様。作品内でのセリフは吹き出しではなく独白で語られる。
幼い頃は他の子供より発達が早く友達想いで社交的な子供だったが、星を捕まえたことのあるという友人の嘘を本当にするため共に星を追いかけに行った道中はぐれた友人が交通事故に遭った一件から感情表現が下手で内向的になってしまい、彼の人格形成に大きな影響を与える。小学生の時に両親が離婚し、母方に引き取られたため、姓がプン山から小野寺になる。最後の最後まで母のことを愛せず、小学生の頃は関係が良好だった父も高校生の頃に再会し同居を提案されるも断り疎ましい存在となってしまう。
第一話で引っ越してきた愛子に一目惚れし、彼女を運命の相手だと感じるものの、彼女との「一緒に鹿児島に行く」という 約束を破ってしまった事から中学校になってからは微妙な距離ができ疎遠になってしまう。疎遠となってからも依然として彼女の存在は生きる上での最大の指針となっており、完全に離れ離れとなった後も彼女を探し求め続けた。高校を卒業後はフリーターになり、当てもない生活をししつつも、不器用ながら南条との愛を育み、恩人の宍戸、腐れ縁の三村達と束の間の幸せな生活を送る。そんな中、教習所で愛子と偶然再会。大人になり少女の頃とは違って見える彼女に失望感を感じつつも引きずられるようにして行動を共にするようになった。暴力を受ける愛子を庇った際に衝動的に彼女の母親を絞殺。幼いころの約束を果たすかのように鹿児島への逃避行を開始する。その最中、実は首を絞めた筈の愛子の母はまだ生きており、とどめを刺したのは愛子だったと告白される。
神様
プンプンが「神様神様チンクルホイ」と唱えると現れる謎の存在。叔父の雄一から教えて貰った。なお、中学に入った頃からは唱えなくても現れる。高校生以降はあまり登場しなくなる。基本的に眼鏡をかけた成人男性の頭部のみの姿で現れる。終盤ではプンプンは愛子にそれが自問自答であったことを話している。
プン山プンプンパパ
プンプンの父。リーゼントと口ひげが特徴。プンプンからするとヒステリックな母とは違う優しい父であり、プンプンはファザコンである事がうかがえる。家族のことを思い単身赴任を断った結果、リストラされ無職に。それ以来夫婦は喧嘩が絶えない。趣味は野球観戦で、読売ジャイアンツのファン。かつてSF少年だったことから宇宙も好きで、プンプンに宇宙について語るシーンが見られる。酒好きで、アルコールが回ると語気を荒らげる。自暴自棄になりプンプンと心中しようとしたプンプンママを殴打し負傷させたことが決定打となり、プンプンママと離婚。その後は福島で夜警をしていたが、後に同地で介護の仕事をすることになる。
プン山プンプンママ→小野寺プンプンママ
プンプンの母。パーマと口紅が特徴。自己中心的でヒステリックな言動が目立つが、その反面寂しがりで涙もろい。いじめに遭った過去があり、それが性格形成に影響している。自身の自由の妨げになっているという理由で子供であるプンプンを疎ましく思っていたり、愛人を作ったりする等、母親であるよりも「女」であるという自覚が強い。そのせいでプンプンとは互いに冷めた親子関係であったが、実は離婚後は、離れて暮らすパパのフリをしてプンプンに向けて頻繁に手紙を送っていたり、死の間際に彼に愛を伝えるなど、プンプンに対して完全に愛情がなかった訳ではない事がうかがえる。劇中、プンプンパパによるDV、肺気胸と二度に渡り入院。癌の告知を期に今度こそいい母親になろうと決心するも病には勝てず、結果的にプンプンと和解できないままこの世を去ってしまった。
小野寺雄一
プンプンの叔父で、プンプンママの弟。眼鏡を掛けている。プン山家での事件以来プンプンと暮らすようになり、身勝手な姉に変わり保護者となる。元は大船に住んでいた。美大の大学院卒業後、みつぞの陶芸教室にて講師として勤めたがとある一件で辞めフリーターとなる。自分自身を卑下する事が多く、人間不信で姉のことも軽蔑している。女好きで女性の尻を凝視するシーンも度々見られ誘惑に弱い。独特の人生観を持っており、プンプンに話し聞かせるシーンが度々見られた。偶然訪れた喫茶店で翠と出会い、湯上が彼女に好意を持っていたことを知りながらも恋愛の末に彼女にトラウマを振り払ってもらった事で後に結婚する。その二年後に不倫を働き、翠や湯上への罪悪感、姉の情けにより自殺を図るも未遂に終わる。翠をかけがえのない存在だと自覚しつつも衝動的に不倫をしたり度々自殺しようとするなど弱い人間であるが、自身と似た所のあるプンプンに対しては翠との情事を知りながらもそれを許し、それでも彼を愛するなど、良き理解者であり続けた。
浅野の作品集『Ctrl+T』に収録されたインタビューにて、描いていて一番面白いキャラクターだと語られている。
大隈翠→小野寺翠
小学生編では第二病院の看護師として登場。プンプンママが入院していた際に、奔放な彼女にも優しく接していたので非常に気に入られていた。中学編では近所の喫茶店でアルバイトをしていたときに雄一と出会い、そのまま交際し、精神的に不安定なところのある彼を懸命に支え後に結婚する。アルバイトをしていた喫茶店を譲り受け、雄一と経営することになる。雄一が不倫を働き失踪した折、寂しさから一度だけプンプンと関係を持ち、プンプンの初体験の相手になった。結婚前にその件を無かった事にするように遠回しに迫るなど大人の女性らしい強かさを見せるも、その後もプンプンを必要以上に気にかける様子も見せ、彼を困惑させる。

### 小学校時代
田中愛子
第一話でプンプンのクラスに練馬区から転校して来た少女。プンプンの一目惚れの相手。彼女もプンプンに好意を抱いていたが、すれ違いが重なり疎遠となったまま卒業。中学生編では1学年上の矢口と一時期交際していたが、彼の淡い恋愛観に嫌悪しプンプンに接近する。しかしこれと言ったことはなく中学を卒業。高校を卒業してからは、一時期小さな芸能事務所に所属したり、家族の伝で工場でアルバイトをしたりして細々と生活していた。車の教習所でプンプンと再会、彼の充実した暮らしぶりを聞き普通の女の子を演じていたが、プンプンが自身の嘘と想いを告白すると本性を見せる。物語の終盤では、プンプン（実際は愛子自身）が母を殺害した後に、彼と逃避行をすることになる。
幼少期に両親が離婚したため父親はいない。母親は宗教法人コスモさん健康センターの信者で足が不自由なため、彼女を肉体的・精神的な暴力で束縛しながら自分の身の回りの世話をさせていた。
晴見俊太郎
プンプンのクラスメイトでメガネをかけているのが特徴。通称ハルミン。エキセントリックな言動の人物が多い本作では逆に異色を放つ至って普通な趣向・性格の持ち主。五年生の夏休み明けに隣町に転校していく。
高校生編に再登場し、入院中のプンプンママと、彼女がプンプンの母親であるということを知らないまま親しくなる。初めて彼女が出来るが、自転車の2人乗りで事故を起こし、彼女の顔に傷を作ってしまい、そのことを気にしていた。
エピローグでは小学校教諭になっており、同僚の女性教諭と結婚直前のある日、新宿で偶然プンプンと再会を果たしプンプンから君が転校してしまった時、すごく寂しかったと告白されるが、プンプンの名前を忘れてしまっていた。
清水
プンプンのクラスメイトで卒業後も変わらずいつも鼻水を垂らしている。本人にはうんこ神という、空想ともとれる存在が見える。おっとりして、抜けている性格。外出する際はいつも母親と会話するのが日課となっているが、会話しているはずの母は小学校に上がる前に死亡している。
中学生になりプンプンらと疎遠になるも関とは友人であり続け高校の放課後は中卒の彼と一緒にいた。しかし星川に出会った事で自立心が芽生え彼と疎遠になる。後に正式にペガサス合奏団に入団し、「チューペット」という騎士名を付けられることになる。
小松
プンプンのクラスメイト。小学生編ではのほほんとしたどちらかというと目立たない存在だったが、中学生編になるとプンプンを誘いバドミントン部に入部。初心者であったが急激に実力を付け、怪我で本調子ではないとはいえ部のエースである矢口を対戦成績で凌駕するまでになり、一年生ながらシングルスのメンバーに選ばれた。地区大会の決勝戦で矢口と対戦する。高い実力故に勝負に関して独自の哲学を持つに至っており、少年時代からはとても想像できない他を寄せ付けない雰囲気を醸しだしていた。プンプンが途中でバドミントン部を辞めたため疎遠になってしまう。
関真澄
プンプンのクラスメイト。複雑な家庭環境に育ったためか、不良風の外見に似合わずナイーブな所がある。家は弁当屋で、父は得意先の味噌工場の女社長と関係を持っていた。小学生にして既に煙草を吸う描写があり煙草の不始末により味噌工場が火事になり爆発が起きて以来、火がトラウマになる。中学生になるとまともに学校に通わなくなり、卒業後は定職に就かず、交際相手の父が経営する廃品回収業のアルバイトをしながら生活している。清水とは幼稚園からの幼馴染で、清水の母が死亡して以来、彼と行動を共にしている。自身に依存気味な清水を疎ましく思うこともあったが、物語の終盤に彼が自分にとってかけがえのない存在だった事に気付くことになる。
森先生
プンプンのクラスの担任。コミカルなポーズで舌をぺろぺろと動かすギャグで生徒を笑わせる。一見爽やかな好青年だが奇行が目立つ。
湯上
雄一の唯一と言ってもよい友人で、翠が務める喫茶店の常連。ほとんどの台詞は「ウィッ!」という奇声だが不思議と雄一とは意思疎通がとれている。弁護士をしており、プンプンの母親が入院した頃から短期間ながら雄一と共に行動していた。翠に好意を寄せていたが、雄一に横取りされたことで彼との関係が悪化、不倫の慰謝料を請求されていた雄一からの相談も断った。それについて雄一と話すシーンで、唯一「ウィッ！」以外の台詞を発する。
沼田裕美
プンプンのクラスメイト。杉並区から引っ越してくる。のっぺりとした顔立ちの女の子。
のちにペガサス合奏団の一員となり星川に「まんこ姫」というコードネームを与えられる。中学時代はプンプンや小松らと同じグループにいた。

### 中学校時代
矢口先輩
バドミントン部の1年先輩で小松が頭角を現すまでは部の絶対的なエースだった。田中愛子の恋人として登場し、後輩達のために顧問や先輩方と衝突したり、補欠に過ぎないプンプンを気に掛けるなど、逆恨みしていたプンプンが逆に好意を持ってしまうほどの好青年である。恋人であるにも関わらず中々心を開いてくれない田中愛子の思い人は実はプンプンなのでは？と推測し、負けた方が彼女から手を引くという内容の賭けを持ちかける。しかし愛子には逆効果だった。

### 高校時代
三村雪之進
高校時代のプンプンのクラスメイト。極めてチャラい性格でプンプンとは対極の性格だが大学進学後も友人としてのドライな付き合いを続けている。プンプンの事は「オノッティー」と呼んでいる。後にゲス美と結婚。趣味は筋トレ。
蟹江梓
高校生編に登場。プンプンのクラスメイト女子。人付き合いが苦手で同じ境遇のプンプンと意気投合。デートをするが、価値観のズレにより恋人関係にはならなかった。
蟹江美雪
蟹江梓の姉で南条幸の友人。妹とは似つかぬふくよかな体型。エキセントリックな発言が目立つが、感情的になった南条に冷静的かつ客観的なアドバイスもする。
南条幸
蟹江美雪の友人で、漫画家志望。高校はプンプンと同じ母校で早稲田大学中退。高校生編でプンプンが蟹江美雪の妹である梓との初デートでOG展を訪れた際に彼と出会う。出典していた作品の感想ノートにプンプンが書いた文章からプンプンの才能を見出し、2年後に偶然再開した際に漫画の原作執筆を依頼する。
辛辣な発言が目立つも面倒見が良く心優しい性格。この性格はプンプンやプンプンパパからはプンプンママに似ていると称された。眼鏡を掛けており口元にほくろがある。スレンダーでクールビューティーな容姿をしているが、外国人の母を持つハーフで幼い頃から容姿にコンプレックスを持っていた為、過激なダイエットと整形手術で今の容姿になったと告白している。実は前述の肝試しエピソード時にも登場している。味噌の廃工場に入り浸り関とは顔馴染みで自作の漫画を見せていた仲だった。またその際の彼女は後の姿とに似つかない厚ぼったい一重まぶたに下膨れで小太りという姿である。
過去に大学時代の同級生と結婚していたが現在は離婚している。コンプレックスの裏返しからくる高いプライドから自分勝手に振る舞う所があり、言動に刺々しさがある事からプンプンと度々衝突するも不器用ながら愛を育んでいき最後まで彼の理解者であり続けた。

### フリーター時代
宍戸平六
不動産屋。老年の男性。高校生編で関と清水に自らが所有する物件の掃除を依頼した際に初登場。その後、フリーター編でプンプンにアパート（前居住者が部屋で死亡した訳あり物件）を格安で提供する。極度のお人好しで、プンプンの資格取得を斡旋するなど世話を焼いていた。しかし、お人好しが災いして万引きの冤罪をかけられ、取り押さえられた際に脊髄を損傷し、半身不随の身となってしまう。
みすず
宍戸の娘。父とは対極な性格をしており辛辣な言動が目立ち、父の世話になるプンプンに食ってかかり南条と口論になる。決して親子仲は悪くなく、半身不随となった父を支えている。
蛇塚ゲス美
三村の彼女。三村の通う大学の生協で働いている。ヘアスタイルはツインテール。

### ペガサス合奏団
星川俊樹を中心とした合奏団。プンプンとは直接的に関係はない。メンバーには星川がそれぞれ騎士名をつけている。
星川俊樹（ペガサス）
ペガサス合奏団のリーダー。やがて来る滅びを回避するために人知れず戦っている。プンプンを巡るメインストーリーには殆ど絡まないが、度々登場し、奇天烈な行動を繰り返す。父はコスモさん健康センターの創設者。口癖は「グッドバイブレーション」
和田 (スウィートプリティーロンリーハートもふもふお兄ちゃま)
バンダナとサングラスが特徴的な男性。進学塾で数学講師をしている。星川とは旧知の仲。同僚の幸にストーカーまがいの行為をしているが相手にされていない。
パオパオチャンネル
眼鏡をかけた中年男性。趣味はローティーンアイドルの追っかけ。入団当初は違ったが、現在はハキハキと喋るようになっている。
エコバッグ
眼鏡をかけたロングヘアの女性。大学の農学部で客員教授をしている。独特のダンスを得意としている。
白ブタ
肥満体型でゴスロリファッションに身を包んだ女性。合奏団恒例のバーベキュー大会を主催している。
乾電池が一本だけ余るとちょっと困る
頭の右側を刈り上げている男性。ウェブデザインの仕事と並行してミニコミ誌を作っている。
LOVE♡無限大
切れ長の目をした男性。26歳。フリーター。水泳で国体に出場した経験がある。
浅野の次作「デッドデッドデーモンズデデデデデストラクション」に彼と同名の男性グループが登場している。
おしりハンバーガー
黒目がちな若い女性。声優を志して専門学校へ通っている。アニメ声。
守護天使ギボボギギ
ボブカットの中年女性。二児の母親で、趣味は陶芸。
逆に
短髪の男性。以前は暴走族に参加していたが、現在は宅配業で働いている。

### その他
志村卓巳
役者。雑誌でインタビューが組まれるほどの人気を誇る。
ドラマ「レタス博士と十三匹の黒ヤギ」でギタリストを演じていた。浅野の読み切り作品『休日の過ごし方(短編集・『世界の終わりと夜明け前』に収録)』に同名の演劇が登場している。
コスモさん
宗教のキャラクター。手足はなく、巨大な唇が特徴的。

## 書籍情報
- 浅野いにお 『おやすみプンプン』 小学館出版〈ヤングサンデーコミックス〉 全13巻
  1. 2007年8月3日発売、ISBN 978-4-09-151218-5
  2. 2007年12月28日発売、ISBN 978-4-09-151259-8
    - 第2巻ストラップ付き限定版、ISBN 978-4-09-159058-9

  3. 2008年6月5日発売、ISBN 978-4-09-151333-5
    - 第3巻特製プンプンTシャツ付き限定版、ISBN 978-4-09-159061-9

  4. 2009年1月30日発売、ISBN 978-4-09-151413-4
  5. 2009年6月30日発売、ISBN 978-4-09-151430-1
  6. 2009年12月26日発売、ISBN 978-4-09-151479-0
    - 第6巻初回限定スペシャル版 Aタイプ、ISBN 978-4-09-159069-5
    - 第6巻初回限定スペシャル版 Bタイプ、ISBN 978-4-09-159070-1

  7. 2010年9月30日発売、ISBN 978-4-09-151499-8
    - 第7巻特製フィギュア付色鉛筆7体セット付き、ISBN 978-4-09-159028-2

  8. 2011年2月26日発売、ISBN 978-4-09-151510-0
  9. 2011年10月28日発売、ISBN 978-4-09-151529-2
    - 第9巻初回限定プラス・アンコミック 特製プンプンTシャツ付き、ISBN 978-4-09-159106-7

  10. 2012年4月27日発売、ISBN 978-4-09-151537-7
    - 第10巻初回限定プラス・アンコミック 特製プンプン伊達メガネ付き、ISBN 978-4-09-159116-6

  11. 2012年11月30日発売、ISBN 978-4-09-151543-8
    - 第11巻初回限定プラス・アンコミック 田中愛子美麗イラストブックカバー 小野寺プンプン型ブックマーク（しおり）付き、ISBN 978-4-09-159130-2

  12. 2013年6月28日発売、ISBN 978-4-09-151549-0
    - 第12巻初回限定プラス・アンコミック 田中愛子フルカラーTシャツ付き、ISBN 978-4-09-159149-4

  13. 2013年12月27日発売、ISBN 978-4-09-151555-1
    - 第13巻初回限定プラス・アンコミック 特製腕時計付き、ISBN 978-4-09-159170-8

### 編註
1. ↑  ただし、他のキャラクターからは人間の姿に見えている様子。
2. ↑  中盤からはこの表現は見られなくなる。
3. ↑  実際はヒステリーを起こしプンプンと無理心中を図ろうとしたプンプンママを止めるための不可抗力であったが、最後までプンプンパパはそれについて弁解することはなかった。